# Råsunda kyrka
Råsunda kyrka är distriktskyrka i Solna församling och ligger på en bergshöjd vid Näckrosparken. Till 2007 var kyrkan församlingskyrka i Råsunda församling. Inte så långt ifrån finns filmstaden i Råsunda.

## Kyrkobyggnaden
Kyrkan är uppförd i rött tegel efter ritningar av arkitekt Georg Scherman. 1966 påbörjades bygget av Råsunda kyrka och 21 april 1968 invigdes den av biskop Helge Ljungberg. Byggnaden är orienterad i öst-västlig riktning där koret ligger i öster och ingången i väster. Taket är en självbärande konstruktion i vitlaserat trä som anknyter till det gammaltestamentliga tabernaklets tälttak. Ovanför takfoten finns triangelformade fönster med klarglas som ger kyrkorummet ljusinsläpp. Östra och västra kortsidan har ett fönster var medan södra och norra långsidan har två fönster var. I våningen under kyrksalen finns församlingslokalerna som utifrån kan nås från södra långsidan då kyrkan är byggd i souterräng.

## Inventarier
- Altare, dopfunt och predikstol är utförda i tunga block av varmvit Ekensbergsmarmor efter ritningar av kyrkans arkitekt. Genom sin placering bildar de en triangel.

### Orgel
- Orgeln med 18 stämmor är byggd 1968 av Åkerman & Lund, Knivsta. Orgeln är mekanisk.

| Huvudverk I         | Bröstverk II   | Pedal       | Koppel |
| Principal 8'        | Gedackt 8´     | Subbas 16´  | I/P    |
| Rörflöjt 8'         | Spetsgamba 8'  | Pommer 8'   | II/P   |
| Oktava 4'           | Koppelflöjt 4' | Koralbas 4' | II/I   |
| Gedacktflöjt 4'     | Principal 2'   | Fagott 16'  |        |
| Waldflöjt 2'        | Larigot 1 1/3' |             |        |
| Sesquialtera 2 chor | Cymbel 2 chor  |             |        |
| Mixtur 4 chor       | Oboe 8'        |             |        |
|                     | Tremulant      |             |        |

## Omgivning
- Vid kyrkans sydvästra sida står en 22 meter hög klockstapel av betong. Högst upp kröns den av en förgylld kyrktupp som symboliserar vaksamheten och är formgiven av Erik Höglund. I stapeln hänger tre kyrkklockor gjutna 1967 av Bergholtz klockgjuteri. Klockorna bär namnen: Tron, Hoppet och Kärleken.
- Mellan klockstapeln och kyrkans västra ingång finns en gräsbevuxen förgård, med mönsterlagd betongsten i kvadrater. Förgården kallas "Guds gröna ängar".

## Bildgalleri

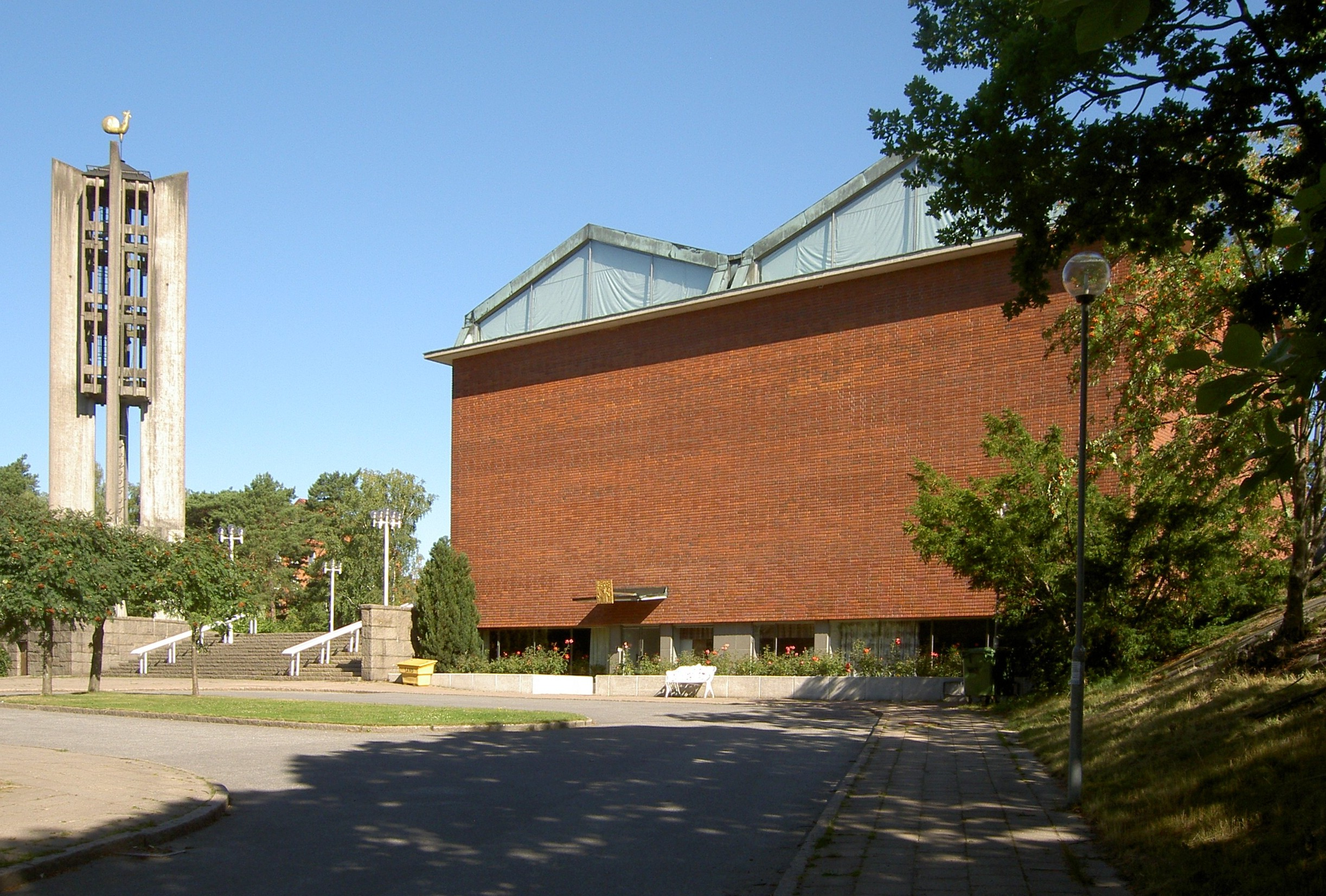
Kyrkan från södra tillfartsvägen
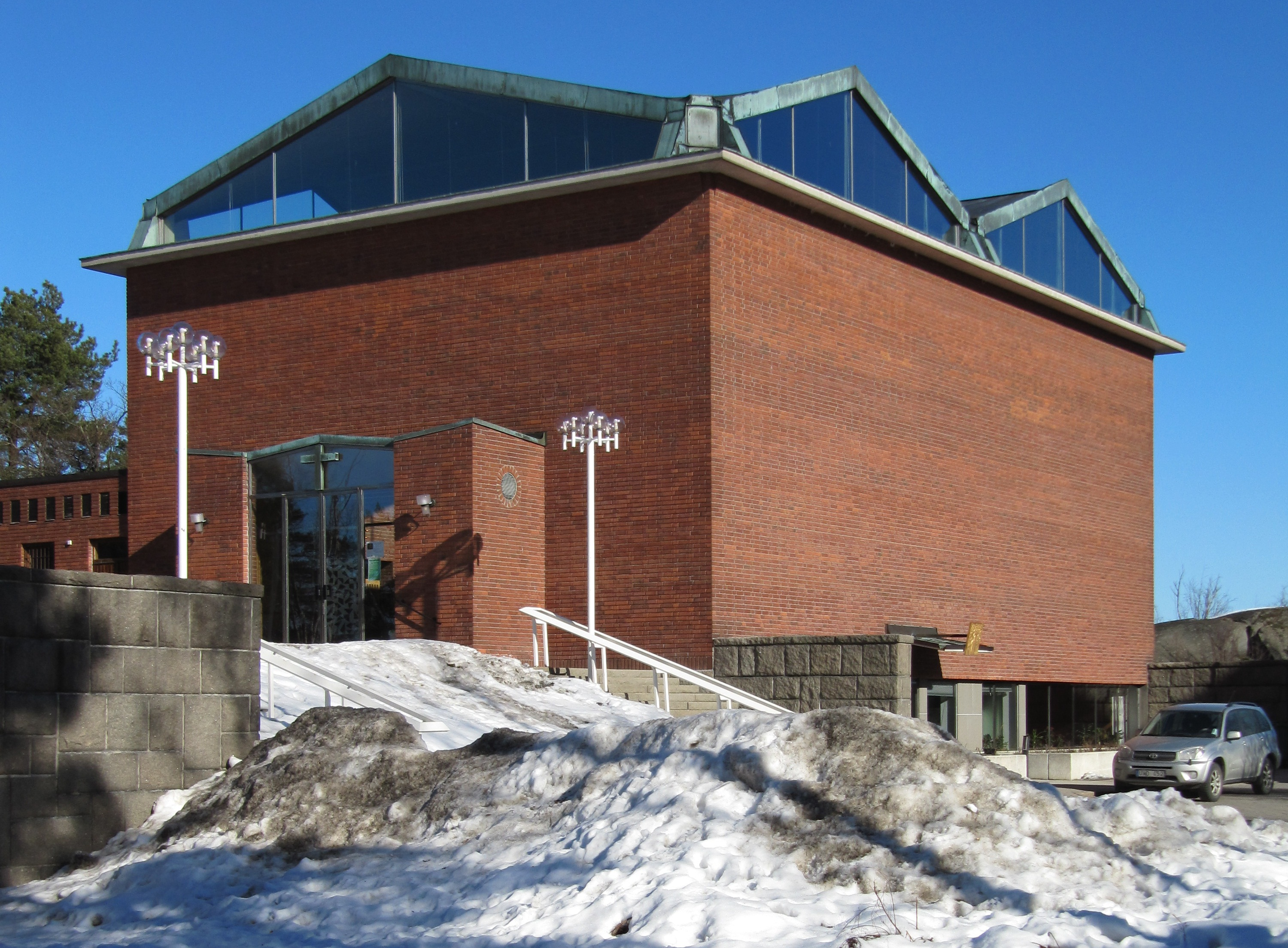
Kyrkan sedd från sydväst
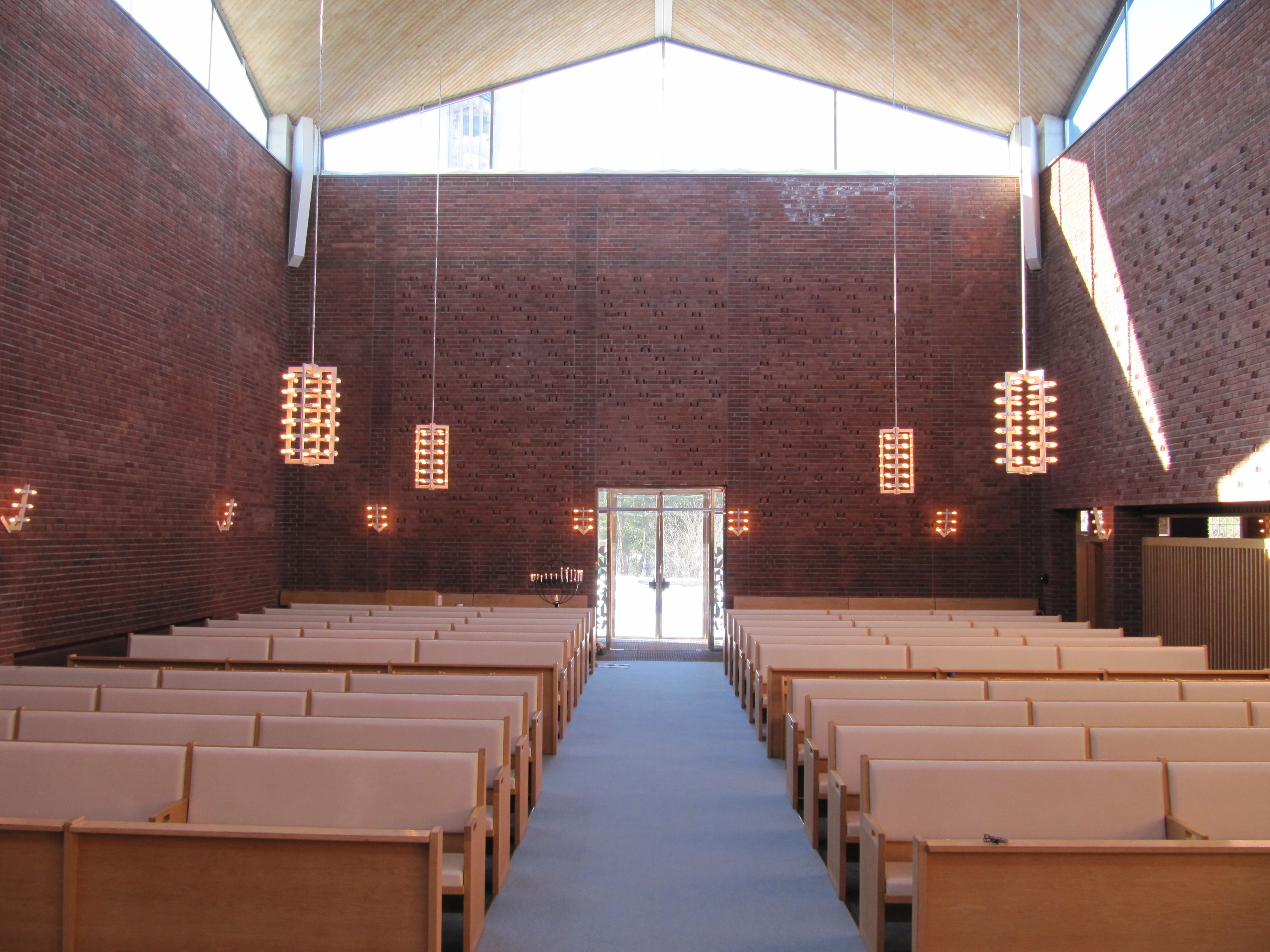
Kyrkorum i riktning mot väster
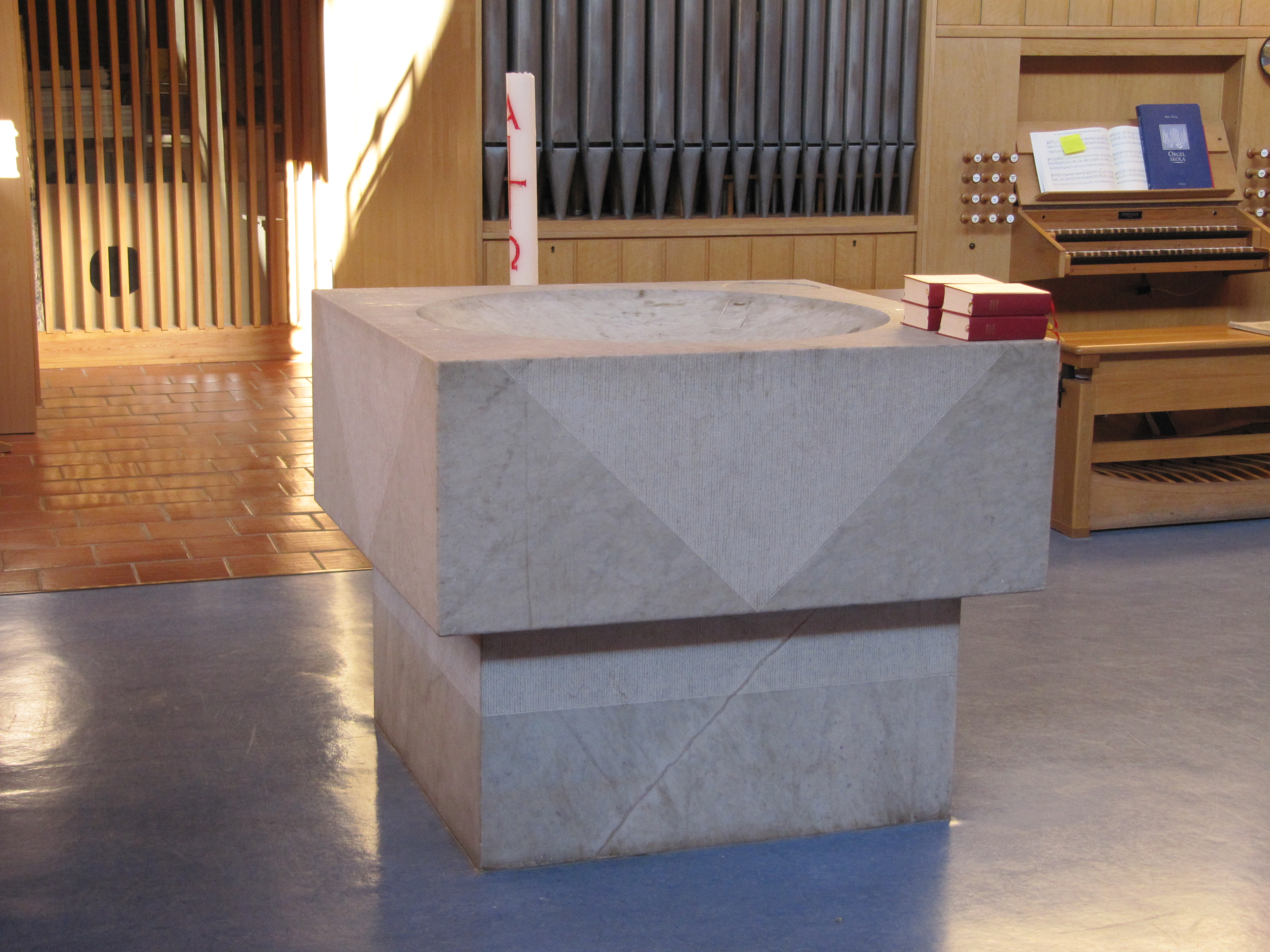
Dopfunt
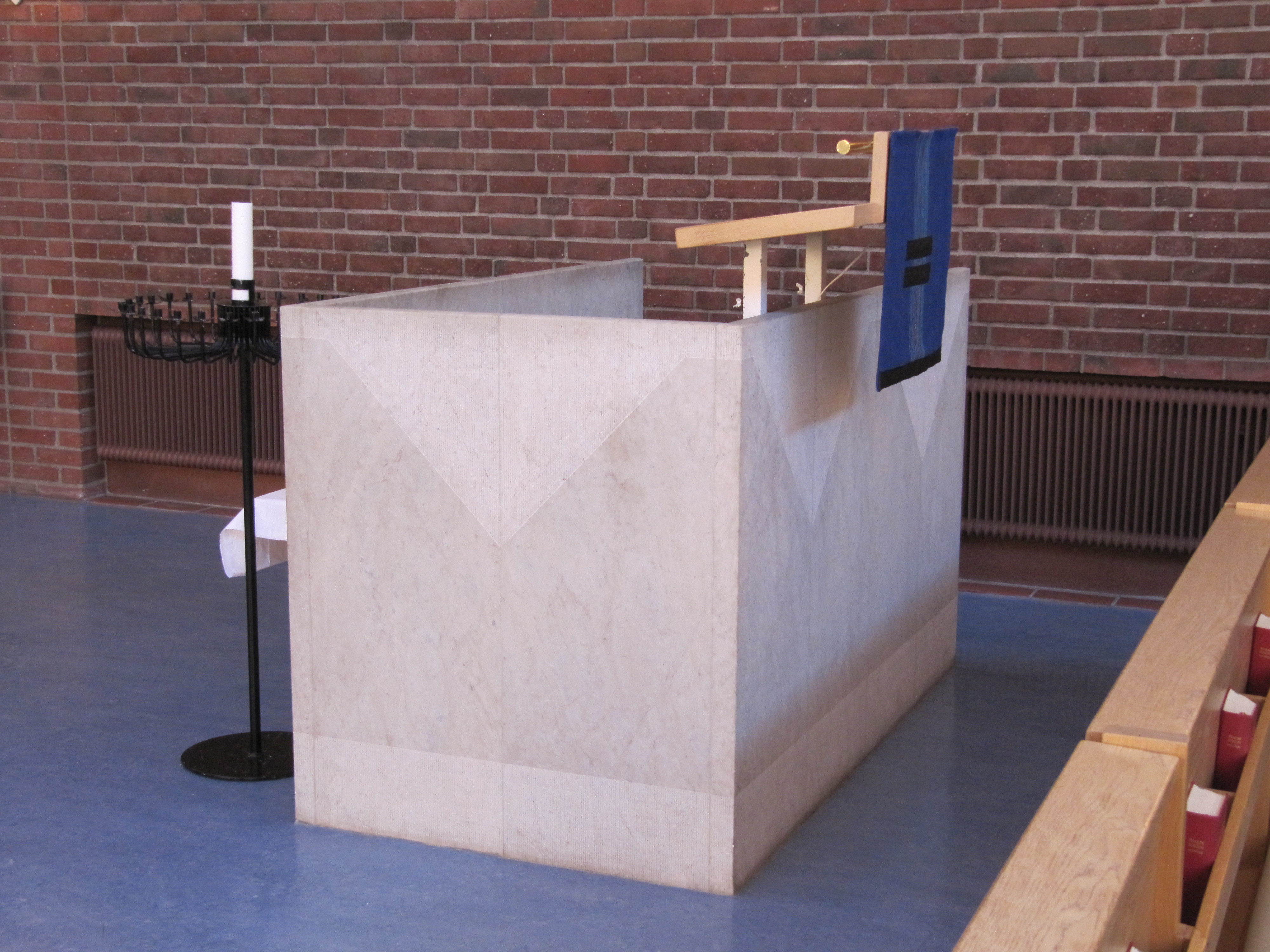
Predikstol